# Nội tiết tố tiền sản và xu hướng tính dục
Giả thuyết về tính dục có liên quan đến nội tiết tố cho rằng, cũng như sự tiếp xúc với một số nội tiết tố đóng vai trò trong việc phát triển giới tính của thai nhi, sự tiếp xúc đó cũng có thể ảnh hưởng đến xu hướng tính dục xuất hiện sau này khi đã trưởng thành. Nội tiết tố tiền sản có thể được xem là yếu tố quyết định đối với xu hướng tính dục của người trưởng thành, hoặc là một yếu tố bên cạnh di truyền, yếu tố sinh học và/hoặc yếu tố môi trường và xã hội.

## Hành vi thuộc giới tính
Giả thuyết về tính dục và bản dạng giới có liên quan đến nội tiết tố cho rằng, cũng như sự tiếp xúc với một số nội tiết tố nhất định có vai trò trong việc phát triển giới tính ở thai nhi, sự tiếp xúc đó cũng ảnh hưởng đến xu hướng tính dục và bản dạng giới xuất hiện khi đã trưởng thành. Những sự khác biệt cấu trúc não gây ra bởi sự tương tác giữa chất dẫn truyền thần kinh và yếu tố di truyền trên nền các tế bào não đang phát triển được cho là cơ sở của sự khác biệt giữa 2 giới tính trong vô số hành vi, bao gồm cả xu hướng tính dục.:25 Yếu tố tiền sản ảnh hưởng hoặc can thiệp vào sự tương tác của các nội tiết tố này trên nền não bộ đang phát triển có thể ảnh hưởng đến hành vi thuộc giới tính ở trẻ em.:24 Giả thuyết này bắt nguồn từ vô số các nghiên cứu thực nghiệm trên các động vật có vú không phải con người, tuy nhiên cuộc tranh cãi rằng ở sự phát triển hành vi thần kinh con người có những ảnh hưởng tương tự hay không vẫn là một chủ đề gây ra rất nhiều tranh cãi giữa các học giả. Tuy nhiên, những nghiên cứu gần đây đã cung cấp những bằng chứng ủng hộ giả thuyết rằng sự tiếp xúc với androgen tiền sản gây ảnh hưởng đến hành vi thuộc giới tính ở tuổi nhỏ.
Nội tiết tố trong thai kì có thể được xem như tác động chính đối với xu hướng tính dục sau khi trưởng thành hoặc một đồng nhân tố tương tác với yếu tố di truyền và/hoặc điều kiện môi trường hoặc xã hội. Tuy nhiên, Garcia-Falgueras và Dick Swaab không đồng ý rằng rằng điều kiện xã hội tác động đến xu hướng tính dục ở mức độ cao. Ở trẻ nhỏ và một số giống khỉ, các hành vi khác biệt về giới tính trong việc lựa chọn đồ chơi khác biệt giữa nam giới và nữ giới, trong đó nữ giới lựa chọn búp bê còn nam giới lựa chọn bóng và xe; những sự lựa chọn này có thể được nhận thấy từ lúc còn rất sớm – từ lúc 3 đến 8 tháng ở người. Không thể loại trừ yếu tố môi trường xã hội hay hiểu biết nhận thức của trẻ về giới khi nói về trò chơi dựa trên giới tính ở các bé gái có sự tiếp xúc với androgen. Ngược lại, trẻ thường có xu hướng chọn những món đó đã được dán nhãn sẽ dành cho giới tính của chúng, hoặc những món đồ chơi mà chúng thấy những người cùng giới tính chơi trước đó.
Một nghiên cứu về nội tiết bởi Garcia-Falgueras và Swaab định đề rằng "Ở người, cơ chế chính chịu trách nhiệm cho bản dạng xu hướng tính dục và xu hướng tính dục bao gồm một tác động trực tiếp của nội tiết tố nam (testosterone) lên não bộ đang phát triển.":25 Hơn nữa, nghiên cứu của họ đã đưa ra rằng việc tiếp xúc với nội tiết tố trong tử cung là yếu tố quyết định. Tóm tắt lập luận, tác giả nói rằng cơ quan sinh sản sẽ được phân biệt trước, sau đó não bộ mới được phân biệt theo giới tính "dưới sự tác động chủ yếu của nội tiết tố sinh dục như testosterone, estrogen và progesterone lên não bộ đang phát triển và dưới sự có mặt của một số yếu tố di truyền khác nữa … Những thay đổi trong giai đoạn này là vĩnh viễn …Sự khác biệt về giới tính của não không được gây ra chỉ bởi chỉ riêng nội tiết tố, mặc dù chúng rất quan trọng cho bản dạng giới và xu hướng tính dục.":24

### Các khía cạnh tổ chức
Các tuyến sinh dục của thai nhi phát triển chủ yếu dựa trên sự có mặt hoặc không có của nội tiết tố androgen, chủ yếu là testosterone, dihydrotestosterone (DHT) và androstenedione; sản xuất testosterone và chuyển đổi thành dihydrotestosterone trong tuần thứ 6 đến tuần thứ 12 của thai kỳ là những yếu tố quan trọng trong việc sản xuất (hình thành) dương vật, bìu và tuyến tiền liệt của thai nhi nam. Mặt khác, thai nhi nữ, sự vắng mặt của các mức nội tiết tố androgen này dẫn đến sự phát triển của bộ phận sinh dục nữ điển hình. Sau đó, sự phân hóa giới tính của não xảy ra; hormone sinh dục tác động có tổ chức lên não sẽ được kích hoạt ở tuổi dậy thì. Kết quả của hai quá trình này xảy ra riêng biệt, mức độ nam tính hóa bộ phận sinh dục không nhất thiết liên quan đến sự nam tính hóa của não.:24 Sự khác biệt về giới tính trong não đã được tìm thấy trong nhiều cấu trúc, đáng chú ý nhất là vùng dưới đồi và hạch hạnh nhân. Tuy nhiên, chỉ một số ít trong số này có liên quan đến sự khác biệt về giới tính trong hành vi, và các nhà khoa học vẫn đang nghiên cứu để thiết lập mối liên hệ chắc chắn giữa các hormone ban đầu, sự phát triển não bộ và hành vi. Việc nghiên cứu lý thuyết tổ chức của các hormone tiền sinh sản có thể khó khăn, vì các nhà nghiên cứu về mặt đạo đức không thể thay đổi các hormone trong bào thai đang phát triển; thay vào đó, các học giả phải dựa vào những bất thường xảy ra một cách tự nhiên của sự phát triển để đưa ra câu trả lời.
Được nghiên cứu rộng rãi nhất về tác động tổ chức của hormone là tăng sản thượng thận bẩm sinh (CAH). CAH là một bệnh di truyền dẫn đến việc tiếp xúc với lượng nội tiết tố androgen cao bắt đầu sớm trong thời kỳ mang thai. Các bé gái mắc CAH được sinh ra với cơ quan sinh dục nam tính thường được phẫu thuật chỉnh sửa sớm nhất có thể. CAH tạo cơ hội cho các thí nghiệm tự nhiên, vì những người mắc CAH có thể được so sánh với những người không mắc CAH. Tuy nhiên, "CAH không phải là một thí nghiệm hoàn hảo", vì "phản ứng của xã hội đối với nam hóa cơ quan sinh dục hoặc các yếu tố liên quan đến bản thân bệnh" có thể làm sai lệch kết quả. Tuy nhiên, một số nghiên cứu đã chỉ ra rằng CAH có ảnh hưởng rõ ràng nhưng không quyết định đến xu hướng tính dục; phụ nữ mắc CAH ít có khả năng là người dị tính hoàn toàn so với những phụ nữ khác.
Một mình hormone không thể quyết định xu hướng tính dục và sự khác biệt của não bộ, vì thế, việc nghiên cứu về các yếu tố tác động lên xu hướng tính dục đã dẫn tới các nghiên cứu liên quan tới các gen như SRY và ZFY.

### Căng thẳng ở thai phụ trong giai đoạn tiền sinh sản
Vào năm 2006, kết quả từ các nghiên cứu ở người đã tìm thấy bằng chứng mâu thuẫn về sự ảnh hưởng của việc tiếp xúc với hormone ở giai đoạn tiền sinh sản và hệ quả của tâm lý tình dục; cũng vào năm 2006, Gooren đã ghi chú rằng các nghiên cứu ở động vật có vú bậc thấp là những thước đo không hợp lệ về sự khác biệt giới tính ở con người, vì hormone sinh dục đóng vai trò "bật-tắt" ở hành vi thuộc giới tính nhiều hơn so với ở động vật linh trưởng.
Một vài nghiên cứu đề ra rằng căng thẳng ở giai đoạn tiền sinh sản làm tỉ lệ hình thành đồng tính luyến ái hoặc song tính luyến ái tăng lên đáng kể, tuy nhiên nhiều bằng chứng khác cho rằng trong các tam cá nguyệt quan trọng nhất.:24 Những nghiên cứu về nội tiết cũng đã tìm thấy mối liên hệ của thuốc kích thích amphetamine và hormone tuyến giáp với sự gia tăng đồng tính luyến ái ở bé gái, tuy nhiên điều này chưa được xem xét cùng với mức căng thẳng trong giai đoạn tiền sinh sản.:24
Một số đã cho rằng sự phát triển hậu sản (ví dụ, yếu tố xã hội và môi trường) có thể ảnh hưởng tới xu hướng tính dục của một cá thể, tuy nhiên chưa bằng chứng đáng tin cậy nào về điều này được tìm thấy. Những đứa trẻ sinh ra nhờ phương pháp thụ tinh nhân tạo từ tinh trùng được hiến tặng và vì vậy được nuôi dạy bởi các cặp đôi đồng tính nữ thường định hướng thiên dị tính.:24 Bao và Swaab tổng hợp lại, " Rõ ràng là không thể ép ai đó thay đổi xu hướng tính dục của họ... là tranh cãi chính chống lại tầm quan trọng của môi trường xã hội trong việc hình thành đồng tính luyến ái cũng như chống lại ý kiến cho rằng đồng tính luyến ái là một lựa chọn lối sống.

### Thứ tự sinh anh em trai
Theo vô số nghiên cứu diễn ra nhiều thập kỷ qua, người đồng tính nam thường có nhiều anh trai hơn mức trung bình, một hiện tượng được biết đến với tên "hiệu ứng thứ tự sinh anh em trai". Người ta cho rằng số lượng anh trai càng nhiều thì mức độ tiếp xúc với hormone androgen của bào thai càng cao. Không có bằng chứng nào về hiệu ứng thứ tự sinh con được quan sát thấy ở phụ nữ. Lý thuyết có rằng hiệu ứng thứ tự sinh anh em trai là kết quả của phản ứng miễn dịch ở người mẹ hình thành đối với yếu tố phát triển nam giới qua một số lần mang thai con trai. Giả thuyết của Bogaert tranh luận rằng "mục tiêu của phản ứng miễn dịch có thể là những phân tử đặc hiệu ở nam giới nằm trên bề mặt tế bào não của thai nhi nam (ví dụ, bao gồm cả những phân tử nằm ở vùng dưới đồi trước). Các kháng thể kháng nam có thể liên kết với những phân tử này và do đó cản trở vai trò của chúng trong sự phân hóa giới tính bình thường, khiến một số nam giới sinh sau bị thu hút bởi đàn ông thay vì phụ nữ." Garcia-Falgueras và Swaab tuyên bố rằng " Hiệu ứng… thứ tự sinh anh em trai… được giải thích một cách lý thuyết là do phản ứng miễn dịch của người mẹ với sản phẩm của nhiễm sắc thể Y của con trai mình. Khả năng xảy ra phản ứng miễn dịch như vậy đối với các yếu tố nam giới sẽ tăng lên với mỗi lần mang thai dẫn tới sinh con trai.":24
Kháng thể của người mẹ chống lại protein neuroligin ở nhiễm sắc thể Y có liên quan đến hiệu ứng này, trong số những bằng chứng khác ủng hộ lý thuyết này. Hơn nữa, trong khi tỷ lệ phần trăm khả năng hình thành đồng tính luyến ái được ước tính là tăng 15-48% trên mỗi anh trai, tỷ lệ này thực sự chỉ chiếm một vài phần trăm dân số; do đó, giả thuyết này không thể được áp dụng phổ biến cho phần lớn người đồng tính nam. Hầu hết, nhưng không phải tất cả, nghiên cứu đã có thể tái tạo hiệu ứng thứ tự sinh anh em trai. Một số không tìm thấy bất kỳ sự khác biệt có ý nghĩa thống kê nào về cả sự cấu thành anh chị em lẫn tỷ lệ anh trai ở người đồng tính nam và người dị tính nam, bao gồm cả những nghiên cứu lớn đại diện mang tầm quốc gia ở Mỹ và Đan Mạch. Tuy nhiên, Blanchard phân tích lại nghiên cứu ở Đan Mạch năm 2006 của Frisch và nhận thấy hiệu ứng thứ tự sinh trên thực tế vẫn tồn tại.
Cùng với thứ tự sinh anh em trai, sự thuận tay (việc cá nhân thuận tay nào) cung cấp thêm bằng chứng về các tác động tiền sinh sản tới xu hướng tính dục, vì sự thuận tay được nhiều người coi là dấu hiệu phát triển thần kinh sơ khai. Các mối liên hệ khác đến sự thuận tay (ví dụ, lệch bên não, cấu hình nội tiết tố tiền sinh sản, năng lực định hướng không gian) đều có liên quan đến xu hướng tính dục, theo kinh nghiệm và/hoặc theo lý thuyết. Ở những cá thể thuận tay phải, số lượng anh trai làm tăng tỷ lệ hình thành xu hướng tính dục đồng tính, nhưng hiệu ứng này không xuất hiện ở những cá thể thuận tay trái. Tuy nhiên, cũng như các dấu hiệu làm tăng tỷ lệ hình thành đồng tính luyến ái được phỏng đoán khác, mối liên hệ với sự thuận tay vẫn còn mơ hồ và một số nghiên cứu đã không thể tái hiện lại nó.

#### Các gen liên quan đến thứ tự sinh anh em trai
Một gen của hệ Rh đã được thảo luận là một nhân tố có thể ảnh hưởng đến trật tự sinh anh em trai, vì nó có liên quan đến cả sự thuận tay và hoạt động của hệ thống miễn dịch. Các biến thể gen trong hệ thống Rh có liên quan đến phản ứng của người mẹ với bệnh được gọi là bệnh tan máu ở trẻ sơ sinh. Rh là một yếu tố trong máu, và trong trường hợp người mẹ không có yếu tố này (Rh-) trong khi mang thai nhi Rh+, phản ứng miễn dịch có thể phát triển với những tác động có hại. Giả thuyết gen Rh là một ứng cử viên sáng giá vì nó không chỉ liên quan đến phản ứng miễn dịch của người mẹ mà còn liên quan đến sự thuận tay.
Các biến thể của gen thụ thể androgen (AR) cũng đã được xem xét, trong đó sự không thuận tay phải ở nam giới có liên quan đến việc lặp lại CAG nhiều hơn trong gen AR, do đó có liên quan đến mức testosterone thấp hơn. Giả thuyết cho rằng testosterone cao trước khi sinh dẫn đến mất tế bào thần kinh và sợi trục trong thể chai được xác nhận bởi giả thuyết này.

### Đồng tính nam nhiều tính nam
Có bằng chứng cho thấy mối tương quan giữa xu hướng tính dục và các đặc điểm được xác định ở giai đoạn nằm trong tử cung. Nghiên cứu của McFadden năm 1998 thấy rằng hệ thính giác trong não, một đặc điểm thể chất khác chịu sự ảnh hưởng của hóc môn tiền sinh sản, khác biệt ở những người có xu hướng tính dục khác nhau; tương tự nhân trên chéo được Swaab và Hofmann tìm thấy ở người đồng tính nam lớn hơn ở người dị tính nam. Nhân trên chéo của nam giới cũng được biết là lớn hơn của nữ giới. Một nghiên cứu về vùng dưới đồi của Swaab và Hofmann (1900;2007) thấy rằng khối lượng nhân trên chéo (SCN) ở người đồng tính nam nhiều hơn gấp 1.7 lần so với nhóm đối tượng nam tham khảo, và chứa gấp 2.1 lần số tế bào. Trong quá trình phát triển, khối lượng SCN và số lượng tế bào tăng đến cực đại ở xấp xỉ 13 đến 16 tháng sau khi được sinh ra; ở độ tuổi này, SCN chứa số lượng tế bào bằng với lượng được tìm thấy ở người đồng tính nam trưởng thành, tuy nhiên ở nhóm người dị tính nam trưởng thành được tham khảo, số lượng tế bào ở người trưởng thành giảm còn 35% lượng cực đại. Những kết quả này vẫn chưa được tái hiện lại, tuy nhiên, đây vẫn là một giải thích có ý nghĩa ở phạm vi xu hướng tính dục loài người. Một số nghiên cứu gây tranh cãi kịch liệt đề ra rằng người đồng tính nam cũng được chứng minh là có mức độ lưu thông adrogen cao hơn và dương vật lớn hơn, tính trên trung bình, so với người dị tính nam.

### Đồng tính nam thiếu tính nam
Trong một nghiên cứu năm 1991, Simon LeVay đã chứng minh rằng một cụm tế bào thần kinh nhỏ của vùng dưới đồi trước - phần được cho là có khả năng kiểm soát hành vi tình dục và liên kết với các hormone tiền sinh sản còn được gọi là nhân kẽ của vùng trước ở nam giới dị tính có kích thước trung bình lớn hơn gấp đôi so với nam giới đồng tính. Do vùng này ở nam dị tính cũng có kích thước gần gấp đôi so với nữ dị tính, điều đó mang hàm ý rằng sự phân hóa giới tính của vùng dưới đồi ở người đồng tính đi theo hướng giống với nữ giới. Năm 2003, các nhà khoa học tại Đại học Bang Oregon thông báo rằng họ đã nhân rộng phát hiện của ông trên cừu.

### Đồng tính nữ
Hầu hết những nghiên cứu, dù là theo kinh nghiệm hay lý thuyết, về xu hướng tính dục của phụ nữ trong lịch sử đều được dẫn dắt bởi quan niệm rằng người nữ đồng tính mang tính nam và người nữ dị tính mang tính nữ. Niềm tin này đi theo "thuyết đảo ngược" sơ khai của những nhà nghiên cứu về tính dục – những người cho rằng đồng tính là kết quả của những sự bất thường về mặt sinh học, gây ra sự đảo ngược trong hấp dẫn tình dục và tính cách. Nghiên cứu về tay thuận cũng ám chỉ điều tương tự, bởi vì đàn ông có xu hướng thuận tay trái nhiều hơn phụ nữ, và việc số lượng những người đồng tính nữ không thuận tay phải nhiều hơn so với phụ nữ dị tính đã cho thấy một mối liên hệ giữa tính nam hình thành từ thai kỳ với xu hướng tính dục. Bảo vệ cho quan điểm này còn có những báo cáo cho thấy người đồng tính nữ thể hiện nhiều tính nam hơn nữ dị tính, dựa trên thông tin thu thập được từ sáu phòng thí nghiệm khác nhau. Hiệu ứng này chưa được kiểm nghiệm trên nam giới đồng tính và dị tính. Tuy nhiên, độ đáng tin cậy của phương pháp này vẫn còn gây nhiều tranh cãi dưới vai trò là một thước đo để dự đoán lượng androgen trong thai kỳ, bởi những yếu tố khác trong thời kỳ đó có thể đóng vai trò nhất định trong quá trình lớn lên của xương trong thời kỳ phát triển của thai nhi. Trong khi rất nhiều nghiên cứu đã xác nhận giả thuyết này, một số khác lại không thể tiến hành lại những khám phá trên, khiến cho độ đáng tin cậy của phương pháp này vẫn còn là một dấu hỏi.
Diethylstilbestrol (DES), một loại thuốc đã từng được kê đơn để phòng sảy thai trong quá khứ, đã được nghiên cứu trong tương quan với xu hướng tính dục của phụ nữ. Theo quan sát, nó đã có những tác động làm tăng tính nam hoặc giảm tính nữ trong quá trình phát triển não của bào thai. Một tỷ lệ cao hơn phụ nữ có tiếp xúc với DES (17%) báo cáo rằng họ đã từng tham gia vào những mối quan hệ đồng giới; tuy nhiên, hầu hết phụ nữ DES nói rằng họ có xu hướng là dị tính.
Trẻ em gái có congenital adrenal hyperplasia (tình trạng nhiễm sắc thể giới tính lặn gây ra lượng androgen cao trong thời kỳ phát triển bào thai) có vai trò tính dục mang tính nam nhiều hơn và khả năng cao hơn có xu hướng tính dục là đồng tính khi trưởng thành. Một lời giải thích khác cho hiện tượng này là việc trẻ em gái có tình trạng này được sinh ra với cơ quan sinh dục ngoài mang tính nam, khiến cho cha mẹ nuôi dạy các em theo cách nam tính, từ đó ảnh hướng tới xu hướng tính dục của các em khi trưởng thành. Tuy nhiên, mức độ nam tính ở cơ quan sinh dục của các em không hề có tỷ lệ với xu hướng tính dục, cho thấy rằng hormones trong thai kỳ có sức ảnh hưởng lớn hơn cha mẹ.
Cùng với congenital adrenal hyperplasia, các nghiên cứu về DES đã không cung cấp nhiều sự hỗ trợ cho giải thuyết về hormones tiền sản và xu hướng tính dục; tuy nhiên, chúng cũng đã cung cấp được một khuôn khổ cho những trường hợp có thể có xu hướng tính dục là đồng tính cho một số lượng nhỏ phụ nữ.

### Bức bối giới
Ở những người mắc chứng bức bối giới, trước đây được gọi là rối loạn bản dạng giới (GID), việc tiếp xúc với testosterone tiền sinh sản đã được giả thuyết là có ảnh hưởng đến sự khác biệt về bản dạng giới. Tỷ lệ ngón tay 2D;4D hoặc độ dài tương đối của ngón tay trỏ và ngón áp út (ngón đeo nhẫn) đã trở thành thước đo phổ biến của androgen tiền sinh sản vì bằng chứng thu thập được cho thấy tỷ lệ 2D; 4D liên quan đến việc tiếp xúc với testosterone tiền sinh sản. Nhiều trẻ em với GID phân biệt xu hướng tính dục là đồng tính trong thời kỳ thanh thiếu niên, nhưng không phải tất cả chúng; người lớn mắc chứng "khởi phát sớm" "early onset", hoặc tiền sử thời thơ ấu có hành vi xuyên giới/ chuyển giới: cross-gender), thường có xu hướng tính dục đồng tính. Những người trưởng thành mắc chứng "khởi phát muộn" "late onset", hoặc những người không có tiền sử thời thơ ấu về hành vi nói trên, có nhiều khả năng có xu hướng không đồng tính luyến ái.
Tiếp xúc androgen tiền sinh sản (Prenatal androgen exposure) có liên quan đến việc tăng cơ hội bệnh nhân tự chuyển đổi giới thành nam sau thời thơ ấu hoặc sơ sinh ban đầu được nuôi dưỡng như nữ giới. Gooren phát hiện ra rằng tác động tổ chức của nội tiết tố androgen tiền sinh sản phổ biến hơn trong hành vi vai trò giới hơn là bản dạng giới và có những phát hiện sơ bộ các bằng chứng cho thấy bản dạng giới nam thường xuyên xảy ra hơn ở những nam hoá trước sinh điển hình ở nam giới.
Những cá nhân mắc hội chứng hoàn toàn không nhạy cảm với androgen hầu như luôn được nuôi dưỡng như là nữ giới, và phân biệt bản dạng/vai trò giới là nữ. Ví dụ này rất quan trọng trong việc chứng minh rằng chỉ riêng nhiễm sắc thể và tuyến sinh dục không quyết định vai trò giới và bản dạng giới.

#### Người chuyển giới muốn trị liệu định giới
Vì sự phân biệt cơ quan và sự phân biệt trong não bộ xảy ra tại những thời điểm khác nhau nên trong một số trường hợp hiếm hoi có thể dẫn đến việc muốn trị liệu định giới.:24 Chỉ 23% các vấn đề về giới ở thời thơ ấu sẽ dẫn đến việc chuyển giới và muốn trị liệu định giới khi trưởng thành.
Dựa trên một số trường hợp có mong muốn trị liệu định giới, Garcia-Falgueras và Swaab tuyên bố rằng "Từ những ví dụ trên, có thể thấy có vẻ như tác động trực tiếp của testosterone lên phát triển não bộ ở trẻ em trai và sự thiếu tác động của testosterone đối với phát triển não bộ ở trẻ em gái là những yếu tố quan trọng trong sự phát triển về bản dạng giới nam, nữ và xu hướng tính dục….":26 Vô số nghiên cứu đã được thực hiện về mức độ ngoại vi của steroid sinh dục ở người đồng tính nam và đồng tính nữ, một số lượng đáng kể trong số đó tuyên bố tìm thấy "ít" hormone  nam "và/hoặc nhiều 'hormone nữ' ở người đồng tính nam và ngược lại ở người đồng tính nữ". Tuy nhiên, những phát hiện này đã được xem xét lại và sau đó bị Gooren bác bỏ do mắc lỗi trong khâu thiết kế và giải thích.
Các yếu tố liên quan đến sự phát triển của việc chuyển giới với mong muốn trị liệu định giới bao gồm các bất thường về nhiễm sắc thể, đa hình của một số gen nhất định và các biến thể trong men aromatase (cytochrome P450 CYP19) và CYP17. Các bé gái bị tăng sản thượng thận bẩm sinh cho thấy tăng khả năng chuyển giới với mong muốn trị liệu định giới; tuy nhiên, nguy cơ này vẫn chỉ là 1–3% ở CAH. Mặc dù sự phân hóa giới tính bất thường trong lịch sử đã chỉ ra nội tiết tố androgen là một nguyên nhân, vẫn còn có những yếu tố khác quyết định bản dạng giới và xu hướng tính dục. Những yếu tố này hiện vẫn chưa được xác định và do đó không có câu trả lời rõ ràng cho nguyên nhân tồn tại việc người chuyển giới mong muốn trị liệu định giới và đồng tính luyến ái.
Do quy mô dân số tương đối nhỏ nên không thể giả định được tính tổng quát của các nghiên cứu về sự chuyển giới mong muốn được trị liệu định giới.

## Các tác nhân gây rối loạn nội tiết
Chất gây rối loạn nội tiết tố (EDCs) là các chất hóa học mà ở những liều lượng nhất định, có thể can thiệp vào hệ nội tiết ở các loài động vật có vú. Các nghiên cứu về ảnh hưởng tới hệ thần kinh của các chất này và những tác động chúng có thể có lên xu hướng tính dục khi mà một bào thai tiếp xúc với chúng vẫn còn đang trong thời kỳ đầu: "Chúng tôi hầu như chỉ biết về mối quan hệ giữa tiếp xúc với EDC và các cơ chế hành vi thần kinh học thông qua việc nghiên cứu kết quả trong một hệ câu hỏi nhất định." Trong khi các nghiên cứu đã chỉ ra rằng xenoestrogen và xenoandrogen có thể thay đổi sự phân biệt tính dục trong não bộ ở một số loài được dùng trong thí nghiệm trên động vật, từ các số liệu cho tới nay, chúng "đang dẫn dắt người đọc sai hướng… khiến họ kì vọng rằng EDC có thể gây ra nhiều ảnh hưởng, như các hành vi dị hình tính dục, như những bản sao của chúng được tạo ra bởi hormone. Những chất đó không phải là hormone. Chúng không nên được kì vọng sẽ hoạt động y như hormone."